# Phil Wickham
Philip David Wickham (California, 5 de abril de 1984), es un cantante, compositor y productor estadounidense. A los 13 años de edad, empezó a componer sus propias canciones, y se alió con su padre, quien las produjo. Wickham publicó su álbum de estudio debut, Give You My World, en septiembre de 2003, de forma independiente. Firmó un contrato con la discográfica Simple Records, la discográfica lanzó su primer álbum de estudio comercial, Phil Wickham, el 25 de abril de 2006. Este contó con buena recepción crítica, «Grace», el primer sencillo de este, logró lo mismo. 
Desde entonces, ha publicado doce álbumes de estudio. En diciembre de 2014, «This Is Amazing Grace» obtuvo una certificación platino de la RIAA y encabezó la lista Christian Airplay.

## Biografía

### 1984-2005: primeros años e inicios musicales

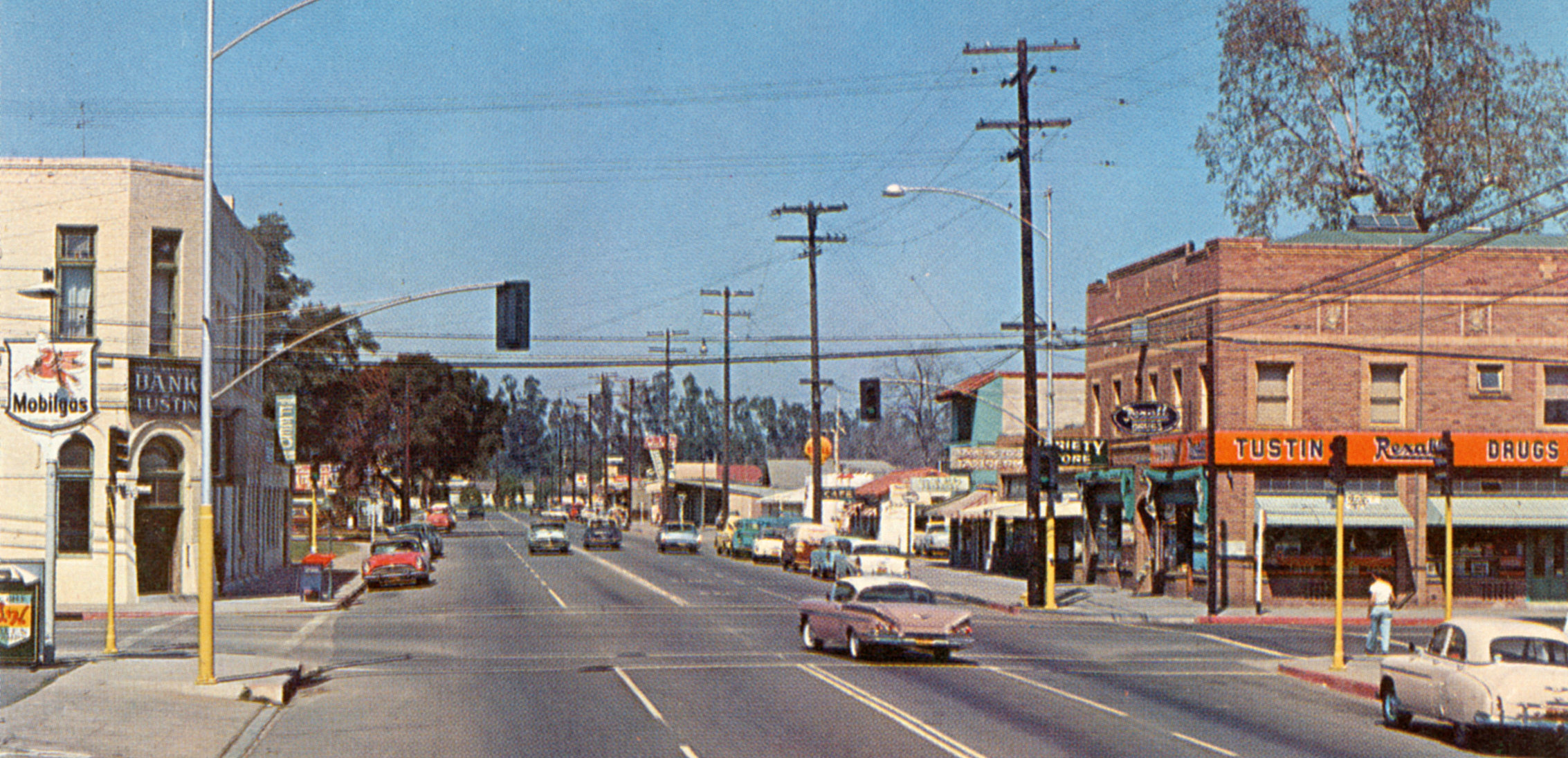
Orange condado de California, Estados Unidos, lugar de crianza de Phil Wickham.

Philip David Wickham nació en San Diego, ciudad del estado de California, Estados Unidos, el 5 de abril de 1984. Fue criado junto a sus dos hermanos por su madre Lisa Faye Irwin, una vocalista, y su padre John Wickham, un guitarrista y pionero del género de música cristiana contemporánea. Asistió a la escuela privada Calvary Christian School. Su padre, futuro mánager del intérprete, lo descubrió a sus 13 años de edad, en 1997, luego de cantar con fluidez varias adoraciones y alabanzas en la iglesia Movimiento de Jesús. Wickham recordó:
"Crecí dirigiendo la adoración desde que tenía como 13 años. Era como el líder de adoración del grupo de jóvenes en la secundaria. Siempre ha sido una gran parte de lo que hago y creo que si escuchas todos mis discos anteriores, las canciones que la gente puede cantar están salpicadas en todos ellos. La idea general de la adoración es definitivamente como: tenemos algunas canciones más. Escrito a Dios que sobre otras cosas.
A los 18 años, Phil grabó un proyecto independiente y comenzó a atraer la atención de los sellos discográficos: "Cuando tenía dieciocho años, corté mi primer récord independiente. Esperaba que la gente pensara que sonaba un poco por encima de mediocre. Sin embargo, supongo que salió mucho mejor que eso".
Wickham inicialmente publicó su álbum de estudio debut, Give You My World, de forma independiente, en septiembre de 2003. Cross Rhythms comentó que: «El fuerte estilo de adoración de sus composiciones y su voz emocional también harían que este álbum se sienta muy bien junto a Matt Redman". Para Southeast Christian se le comparó: "En un intento por describir su música, los escritores han hecho comparaciones con la banda británica Coldplay, el cantautor Rufus Wainwright y el líder de Queen, Freddie Mercury. Wickham se rio y agregó: "Me gusta Coldplay. Me gusta Freddie Mercury, así que es un cumplido". El mismo mencionó su sonido, probablemente sea así de amplio. Dijo que está influenciado por artistas que son honestos, muestran sus corazones y adoptan un enfoque nuevo para escribir canciones, y eso cubre una multitud de géneros".

### 2006-2012: álbumes y giras internacionales
Firmó con Simple Records, el sello boutique que el líder de MercyMe, Bart Millard, y el productor Pete Kipley comenzaron, después de lanzar Give You My World en 2003. Wickham lanzó su debut en el sello, un álbum homónimo en 2006. El segundo lanzamiento de Wickham con la discográfica, Cannons, fue lanzado en 2007. Este último se inspiró en parte en las explosiones de cañones y el libro de C. S. Lewis, The Voyage of the Dawn Treader de la serie The Chronicles of Narnia. Wickham declaró en una entrevista con Christianity Today que el álbum es "sobre cómo el universo está explotando con la gloria de Dios y cómo nos vemos obligados a unirnos con su canción". La décima pista de Cannons, "Jesus Lord of Heaven", ha sido traducida a siete idiomas diferentes. 
Entre 2006 y 2007, Phil estuvo presente en el Tour "Coming Up to Breathe" con Audio Adrenaline y MercyMe. En el otoño, junto a David Crowder Band y The Myriad hicieron un Tour denominado Remedy. 
El 8 de agosto de 2008, Wickham lanzó un álbum de adoración en vivo, Singalong, grabado en el Solid Rock Church ubicado en Portland, Oregón, con una asistencia de 3000 personas. El álbum se lanzó como descarga gratuita, solo disponible en su sitio web, y recibió más de 8000 descargas una semana después de su lanzamiento. Después este suceso, su álbum homónimo alcanzó el puesto 25 en las ventas de los mejores álbumes cristianos de iTunes Store, dos años después de su lanzamiento inicial.
Heaven & Earth, el tercer álbum de estudio de Wickham, se lanzó el 17 de noviembre de 2009. El álbum debutó en el puesto número 4 en la lista Hot Christian Albums de Billboard después de vender casi 14.000 álbumes con más del 40% de las ventas de álbumes en formato digital, haciendo su debut más alto en la lista Billboard 200, en el puesto 55. Christian Music Review nombró al álbum "uno de los mejores álbumes de 2009". Wickham lanzó un álbum navideño, Songs for Christmas, como descarga digital disponible en su sitio web el 29 de octubre de 2010, siendo este su último CD con la discográfica Simple Records.
Bajo su nuevo sello discográfico, Fair Trade Services, lanzó su cuarto álbum de estudio, Response, fue lanzado el 4 de octubre de 2011, señalando: "Siempre ha sido una gran parte de lo que hago, pero este realmente era el objetivo de este disco. Estaba en mi corazón intentar para armar un registro de canciones que podría cantar con la gente y, con suerte, si encajan, en ciertas iglesias." El 30 de octubre de 2012, Phil Wickham lanzó su segundo álbum acústico en vivo, Singalong 2. 

### 2013-2015:This is Amazing Gracey expansión musical
The Ascension, el quinto álbum de estudio de Wickham, fue lanzado el 24 de septiembre de 2013, siendo el álbum número 39 más vendido en la totalidad de los Estados Unidos por Billboard 200, y el álbum cristiano número 2 más vendido la misma semana.. El sencillo principal de este álbum, "This is Amazing Grace", se convirtió en el número 1 en la lista Christian Airplay Songs de fin de año de 2014. Al año posterior, Wickham lanzó su tercer álbum acústico en vivo, Singalong 3.
Children of God,es el sexto álbum comercial de estudio lo lanzó el 22 de abril de 2016 bajo la discográfica Fair Trade Services. En una reseña de cuatro estrellas y media en Worship Leader, Jeremy Armstrong afirma: "este es Phil Wickham en su mejor momento".
El 3 de agosto de 2018, lanzó su séptimo álbum comercial de estudio, Living Hope. A diferencia de los álbumes anteriores que fueron producidos únicamente por Pete Kipley, el artista eligió trabajar con Ed Cash, Jonathan Smith, Nicolas Balachandran, Ran Jackson y Ricky Jackson además de Kipley. Con el apoyo del lanzamiento de la canción principal del álbum, "Till I Found You" y "Great Things" como sencillos junto con un pedido anticipado del álbum, Living Hope fue lanzado con gran éxito de crítica y éxito comercial, habiéndose clasificado en los 2 sectores principales. de las listas de música cristiana estadounidenses y británicas, y también alcanzó el puesto número 108 en el Billboard 200 en los Estados Unidos.